# Mardonio del Castillo Reátegui
Víctor Mardonio Del Castillo Reátegui (Moyobamba, 19 de junio de 1958), es un técnico mecánico y político peruano. Fue alcalde de la Provincia de Moyobamba en dos periodos de 2003 a 2006 y de 2011 a 2014. Actualmente se encuentra preso cumpliendo una condena por el delito de negociación incompatible durante su gestión como alcalde.
Nació en Moyobamba, Perú, el 19 de junio de 1958, hijo de Víctor Mardonio del Castillo Villacorta y Enith Reátegui Rojas. Cursó sus estudios primarios en la Escuela Primaria N° 181, y los secundarios en el Instituto Politécnico Libertador San Martín en su ciudad natal. Hizo estudios sobre Motores Diésel en el SENATI, entre 1977 y 1979. Trabajó en la empresa Electro Oriente desde abril de 1986.Miembro del Partido Aprista Peruano, ha sido Secretario General Provincial de Moyobamba, desde febrero de 1991 a hasta junio del 2003.
Su primera participación política se dio en las elecciones municipales de 1993 en las que postuló a una regiduría de la provincia de Moyobamba sin éxito. Tentó por primera vez la alcaldía de Moyobamba en las elecciones municipales de 1998 sin éxito. El 2001 participó en las elecciones generales como candidato a congresista por San Martín sin obtener la representación. En las elecciones municipales del 2002 fue elegido como alcalde Moyobamba y fue reelecto para ese cargo en las elecciones del 2010 completando dos periodos no consecutivos. Tentó nuevamente su reelección en las elecciones municipales del 2014 sin resultar electo y participó en las elecciones regionales de San Martín de 2010 como candidato a la presidencia del Gobierno Regional de San Martín sin éxito.
El 8 de agosto del 2019 fue detenido en el marco del proceso penal que se le seguía por el delito de negociación incompatible. El 20 de agosto de ese año fue condenado a cuatro años y siete meses de prisión efectiva. Su apelación fue denegada en diciembre del 2019.